# Slag bij Big Bethel
De Slag bij Big Bethel vond plaats op 10 juni 1861 in Tabb en Hampton, Virginia. Deze slag is ook bekend onder de naam Slag bij Bethel Church of Slag bij Great Bethel en maakt deel uit van de blokkade van Chesapeake Bay. Het is een van de eerste veldslagen uit Amerikaanse Burgeroorlog.
Generaal-majoor Benjamin Butler stuurde twee colonnes vanuit Hampton en Newport News naar de vooruitgeschoven Zuidelijke stellingen rond Little en Big Bethel. De Zuidelijken verlieten de stellingen rond Little Bethel en namen nieuwe posities in bij Brick Kiln Creek, niet ver van Big Bethel Church. De Noordelijke eenheden onder leiding van brigadegeneraal Ebenezer W. Peirce vielen de Zuidelijke stellingen frontaal aan, maar werden afgeslagen. De 5th New York Volunteer Infantry probeerde de vijandelijke linkerflank aan te vallen door de Creek stroomafwaarts over te steken. Ook deze aanval mislukte. De uit elkaar geslagen Noordelijke eenheden trokken zich hierop terug naar Hampton en Newport News. De Zuidelijken hadden 1 gesneuvelde en 7 gewonden te betreuren.